# Промозапись
Промозапись (сокр. промо) — аудиозапись, выпускаемая на грампластинках, восьмидорожечных кассетах, компакт-кассетах, компакт-дисках, MP3, VHS, DVD, Blu-ray или в цифровом виде, и распространяемая бесплатно для продвижения коммерческой записи.
Промозаписи обычно заранее отсылаются на радиостанции и телевидение, продюсерам, музыкальным журналистам и критикам (чтобы их рецензии появились вовремя) и диджеям. Обычно упакованы в стандартные белые упаковки, без текста или фотографий, используемых при оформлении полноценного издания. Промозапись может быть выпущена в формате сингла, называясь промосинглом.

## Сингл
Промосингл («цифровой сингл» в Южной Корее) — сингл, который предоставляется радиостанциям, ночным клубам, музыкальным изданиям и другим СМИ лейблом звукозаписи для продвижения коммерческого сингла или альбома. Песня может быть выпущена в качестве промосингла, даже если коммерческая версия сингла не доступна для покупки. Пример: «Theme to St. Trinian’s» от Girls Aloud, выпущенная в качестве промосингла для фильма «Одноклассницы». Позже песня была удалена как сингл, чтобы избежать путаницы с настоящим синглом Girls Aloud «Call the Shots».
Промосингл обычно известен своими ограниченными примечаниями и обложкой, а также уникальным номером (или его случайным отсутствием). Довольно часто виниловые пластинки будут выдаваться в обычной картонной обложке или белом бумажном футляре, а CD будут выдаваться в тонком сидибоксе или картонном футляре.
На диске или его обложке также могут быть проштампованные термины, в первую очередь «Только для рекламного использования» и «Не для перепродажи».
«Улучшенный промосингл» предоставляется диджеям иногда за несколько недель или месяцев до внутреннего релиза, чтобы дать лейблам возможность создать интерес к синглу и оценить реакцию на сингл. В отличие от готового промо-сингла, это, как правило, тестовые прессы или white label и, таким образом, производятся в ограниченных тиражах. Традиционно эти рекламные копии поставлялись диджеям через музыкальный пул. Несмотря на благие намерения, в отрасли были некоторые споры о том, является ли продвинутое продвижение хорошей вещью или нет. Формирование интереса, естественно, считается хорошей вещью, но это может иметь противоположный эффект, когда заинтересованные лица не могут найти новую песню в музыкальных магазинах в течение довольно долгого времени.